# Grave (plaats)
Grave (uitspraakⓘ, lokaal De Graaf genoemd) is een vestingstad  in de Nederlandse provincie Noord-Brabant, aan de Maas gelegen en deel uitmakend van de gemeente Land van Cuijk. Op 1 januari 2023 telde de stad 8.620 inwoners, verdeeld over 4.049 woningen, met een gemiddelde WOZ-waarde van € 291.000, op een oppervlakte van 3,24 km².

## Etymologie
De naam Grave (Lat. Gravia, var. Caruo, Carvo en Gravita) komt van graven of gracht (graft) en wordt voor het eerst in 1214 vermeld. Een romantiserende verklaring betreft een Romeins legeraanvoerder, Gravio, die hier een castellum gesticht zou hebben, maar dat verhaal is door vroegere geschiedkundigen uit de duim gezogen.

## Geschiedenis

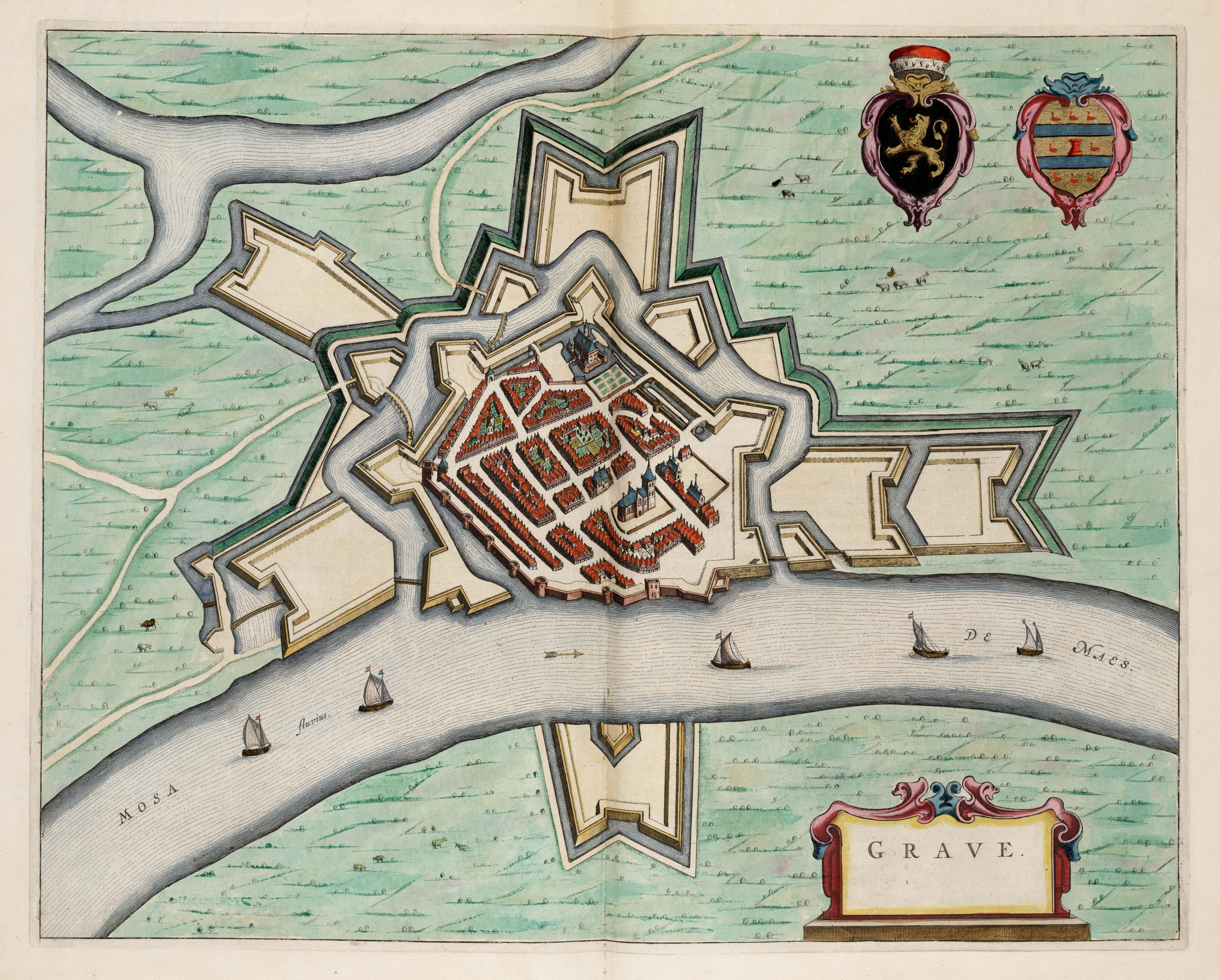
Grave in 1649

Beleg en overgaan van Grave, 1672 of 1674?

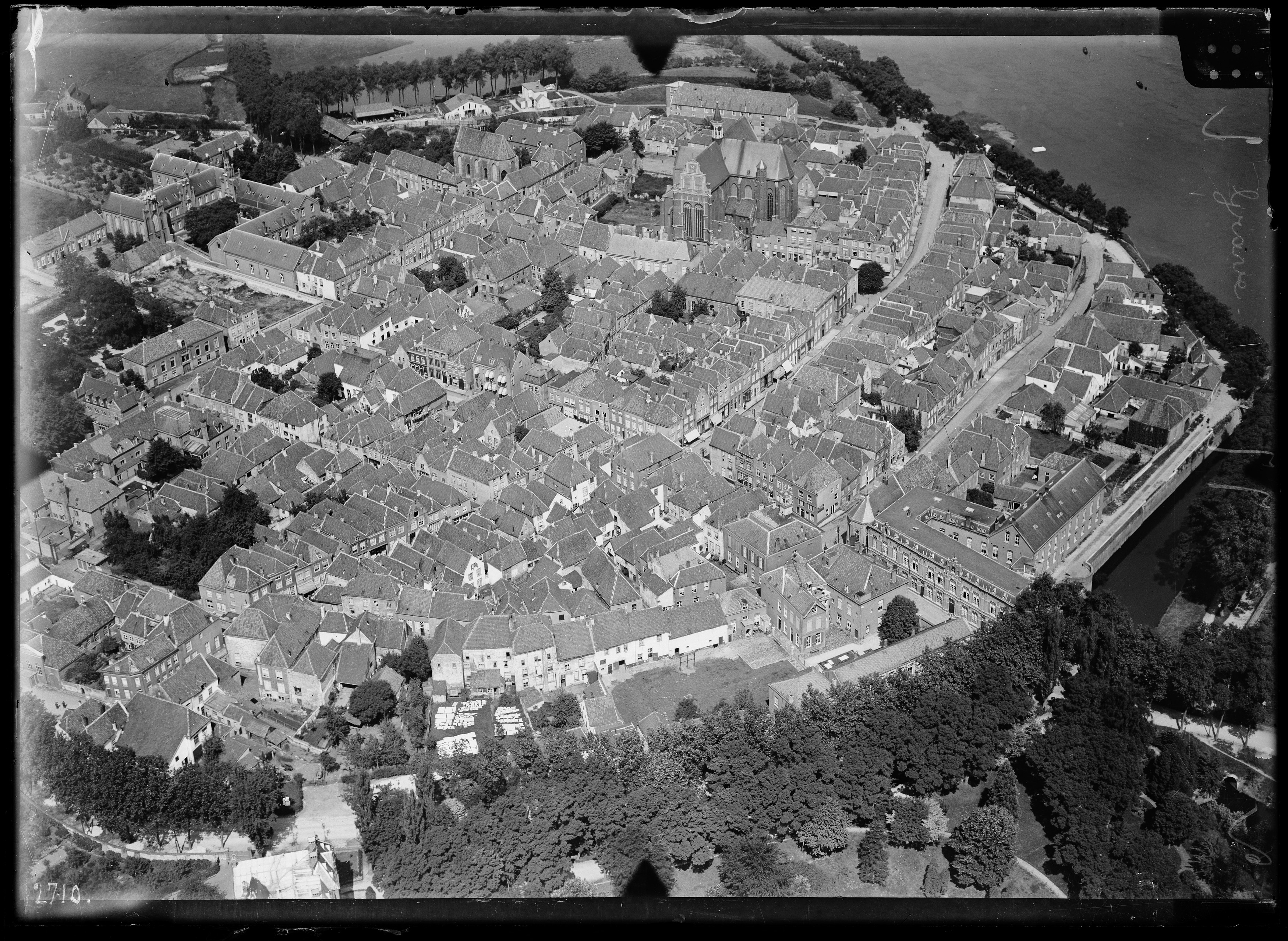
Luchtfoto van het oude centrum van Grave (1920-1940), Nederlands Instituut voor Militaire Historie.

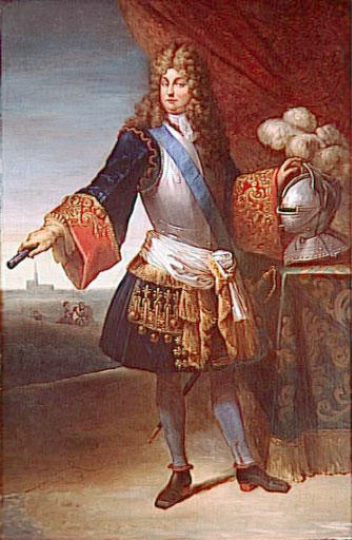
Noël Bouton de Chamilly door François-Joseph Heim

Nadat bij een strafexpeditie, na de moord op Floris de Zwarte die in 1133 plaatsvond, de burcht te Cuijk van de heer van het Land van Cuijk, Herman van Cuijk, verwoest was en hij verbannen werd, keerde Herman omstreeks 1138 terug en bouwde een nieuwe burcht in Grave. Het stadje is daaromheen ontstaan. In 1233 kreeg Grave stadsrechten van de hertog van Brabant. Al snel was Grave de grootste plaats van het Land van Cuijk, en het bleef de enige versterkte plaats. Onder Jan I van Cuijk beleefde de stad een bloeiperiode.
De heren van Cuijk verbonden zich afwisselend met de hertogen van Brabant en van Gelre, een belangrijke kwestie, omdat deze geregeld met elkaar in oorlog waren (in de jaren 1285, 1366-1388, 1479 en1480). In 1415 werd de stad getroffen door een grote stadsbrand.
In 1432 kwam het Land van Cuijk onder het Huis van Egmont, en Arnold van Egmont, hertog van Gelre, werd heer. Vooral in deze tijd kwam Grave tot bloei. Het dorp Velp, gelegen in het Land van Ravenstein, kon profiteren van de nabijheid van de vestingstad. Zo is een protest bekend van de Graafse herbergen tegen de oneerlijke concurrentie van de vijf Velpse herbergen, die niet gebonden waren aan de hen opgelegde hoge belasting op bier.
Grave werd het slachtoffer van vele belegeringen. Het had te lijden van de oorlogen tussen de hertogdommen Gelre en Brabant. Met de opname van Brabant en, in 1543, Gelre in het rijk van keizer Karel V was de oorlogsdreiging bepaald niet voorbij, omdat de Tachtigjarige Oorlog spoedig begon.
In 1568 kwamen de Spaanse troepen in Grave, maar het viel in 1577 in Staatse handen. Vervolgens werd Grave na het Beleg van Grave (1586) opnieuw bezet door Spaanse troepen onder Parma, daarna door de Staatse troepen onder Prins Maurits (zie: Beleg van Grave (1602)). Grave was sinds 1648, evenals het gehele Land van Cuijk, deel van Staats-Brabant.
In 1672 werd Grave zonder veel verzet ingenomen door de Fransen onder leiding van Noël Bouton, markies van Chamilly, maar de herovering in 1674 door de Staatsen (onder leiding van Carl von Rabenhaupt) ging gepaard met een belegering waarbij het kasteel verwoest werd en ook verder veel schade werd aangericht. Na dit beleg besloot men, onder leiding van Menno van Coehoorn, de vestingwerken te moderniseren. Het kasteel werd gesloopt en nieuwe verdedigingsinrichtingen kwamen tot stand. Als garnizoensstad had men soms met vijf maal zoveel militairen te maken als er inwoners waren.
In 1794 werd Grave opnieuw ingenomen door de Fransen en in 1814 werd het stadje belegerd, nu om de Fransen te verdrijven. Daarna waren er geen belegeringen meer en in 1876 werden de vestingen geslecht. In 1892 vertrok ook het garnizoen. In 1938 kwam er echter weer een kazerne, de Generaal De Bonskazerne, die in 1997 weer werd opgeheven.
In de 20e eeuw breidde Grave zich buiten de muren uit.
De strategische ligging van Grave, aan de Maas en de weg van 's-Hertogenbosch naar Nijmegen, was een economisch voordeel. Toen eind 18e eeuw de onderdrukking van het katholieke geloof ophield, ontstonden er opnieuw belangrijke kloosters, vooral in en rond Velp.
Omstreeks 1850 was er ook reeds sprake van handel en het fabriekswezen. Dit bestond uit textielnijverheid (bedrukt katoen, en kant), vier bierbrouwerijen en een "distilleerderij", waar jenever werd gestookt. Er waren toen ook meerdere goud- en zilversmeden actief in Grave.
Wel had de economie veel te lijden van de overstromingen ten gevolge van de Beerse Overlaat. De aanleg van de John S. Thompsonbrug in 1929 bracht verbetering. Inmiddels kwamen er ook tal van zorginstellingen naar Grave, waarvan het Blindeninstituut wel het bekendst is. Ook het toerisme vormt een bron van bestaan.

### Tweede Wereldoorlog
De oorlogsdreiging bracht in 1938 het garnizoen weer terug in Grave. De soldaten – p.m. het grensbataljon van het 15e Regiment Infanterie – werden aanvankelijk gehuisvest in geïmproviseerde verblijven in de stad, in afwachting van het gereedkomen van de Generaal de Bonskazerne in Velp (bij Grave). Eind februari 1939 kwam hiervan het eerste legeringsgebouw gereed. De eerste gebruikers van de moderne kazerne waren helaas de Duitse bezetters.
Hoewel de stuwbrug over de Maas een belangrijke rol speelde bij de operatie Market Garden heeft de stad Grave de Tweede Wereldoorlog nagenoeg onbeschadigd doorstaan. De Jodenvervolging raakte Grave zwaar: ongeveer 10 nog in de stad wonende Joden werden gedeporteerd en vermoord. In totaal werden 31 in Grave geboren Joden vermoord. Tijdens de oorlogsjaren werden de kerkdorpen Escharen en Velp bij de gemeente Grave gevoegd. Veldwachter Gerrit Beuvink uit Escharen speelde een belangrijke rol in het verzet. Hij huisvestte een geheim agent, gaf vele onderduikers onderdak en hielp geallieerde piloten en ontving daarvoor na de oorlog uit handen van Prins Bernhard het Bronzen Kruis. Bij de Operatie Market Garden had de 82e Amerikaanse Airborne Divisie, die Grave als landingsgebied had gekregen, opdracht de Maasbrug te veroveren, wat snel en met geringe verliezen lukte. Grave werd op 17 september 1944 door hen bevrijd.
De Maasbrug is tijdens Operatie Market Garden veroverd door luitenant John S. Thompson. Diens naam is door zijn weduwe tijdens de herdenking van september 2004 aan de brug gegeven als eerbetoon (zie John S. Thompsonbrug). Thompson was pelotonscommandant van de 82ste Amerikaanse Airborne Divisie en kwam met 16 mannen op 17 september 1944 neer in de Mars en Wythpolder, zo'n 700 meter verwijderd van de brug. Eerst ging hij naar gemaal Van Sasse en vanaf daar ging hij via het water naar het dijkje tussen gemaal en de Rijksweg. Op de kazematten bij de brug stond Duits afweergeschut dat door een bazookaschutter van de para's uitgeschakeld werd. Het peloton kon na een kort gevecht met de Duitse bewakingstroepen de zuidelijke oprit van de brug innemen. Later die dag konden de Amerikanen ook het noordelijk deel van de brug innemen vanuit Nederasselt. Het Airborne-monument bij de brug herinnert aan die episode.
De Joodse gemeenschap keerde na de oorlog niet terug. Er waren in Grave een synagoge en een Joods kerkhof. Anno 2012 heeft de gemeente nog geen verlieslijst uit WOII opgesteld. Het Graafs Museum beheert twee kazematten die vlak voor de oorlog werden gebouwd en nu te bezichtigen zijn. Op zaterdag 17 september 2011 werd in de beide brugkazematten bij de Maasbrug (officieel de John S. Thompsonbrug) het Graafs KazemattenMuseum geopend. Dit gebeurde na de herdenking van de bevrijding op 17 september 1944, bij het Airborne-monument aan de brug.

## Wijkindeling

Locatie van Grave binnen de gelijknamige gemeente (2009)

| Wijknaam CBS               | Inwonertal (2023-01-01) | Oppervlakte (in km²) | Dichtheid (inw./km²) | Woningvoorraad (2023-01-01) | Gem. WOZ-waarde (2023-01-01) |
| -------------------------- | ----------------------- | -------------------- | -------------------- | --------------------------- | ---------------------------- |
| Estersveld                 | 2.965                   | 0,92                 | 3.223                | 1.311                       | € 279.000                    |
| Binnenstad-Grave           | 1.720                   | 0,62                 | 2.774                | 1.013                       | € 298.000                    |
| Zittert                    | 1.305                   | 0,3                  | 4.350                | 581                         | € 279.000                    |
| Bikkelkamp                 | 975                     | 0,37                 | 2.635                | 457                         | € 267.000                    |
| De Stoof                   | 890                     | 0,42                 | 2.119                | 344                         | € 381.000                    |
| Mars                       | 760                     | 0,2                  | 3.800                | 339                         | € 282.000                    |
| Industrieterrein Wisseveld | 10                      | 0,42                 | 24                   | 4                           | -                            |
| Totaal                     | 8.620                   | 3,24                 | 2.660                | 4.049                       | € 291.000                    |

## Bezienswaardigheden

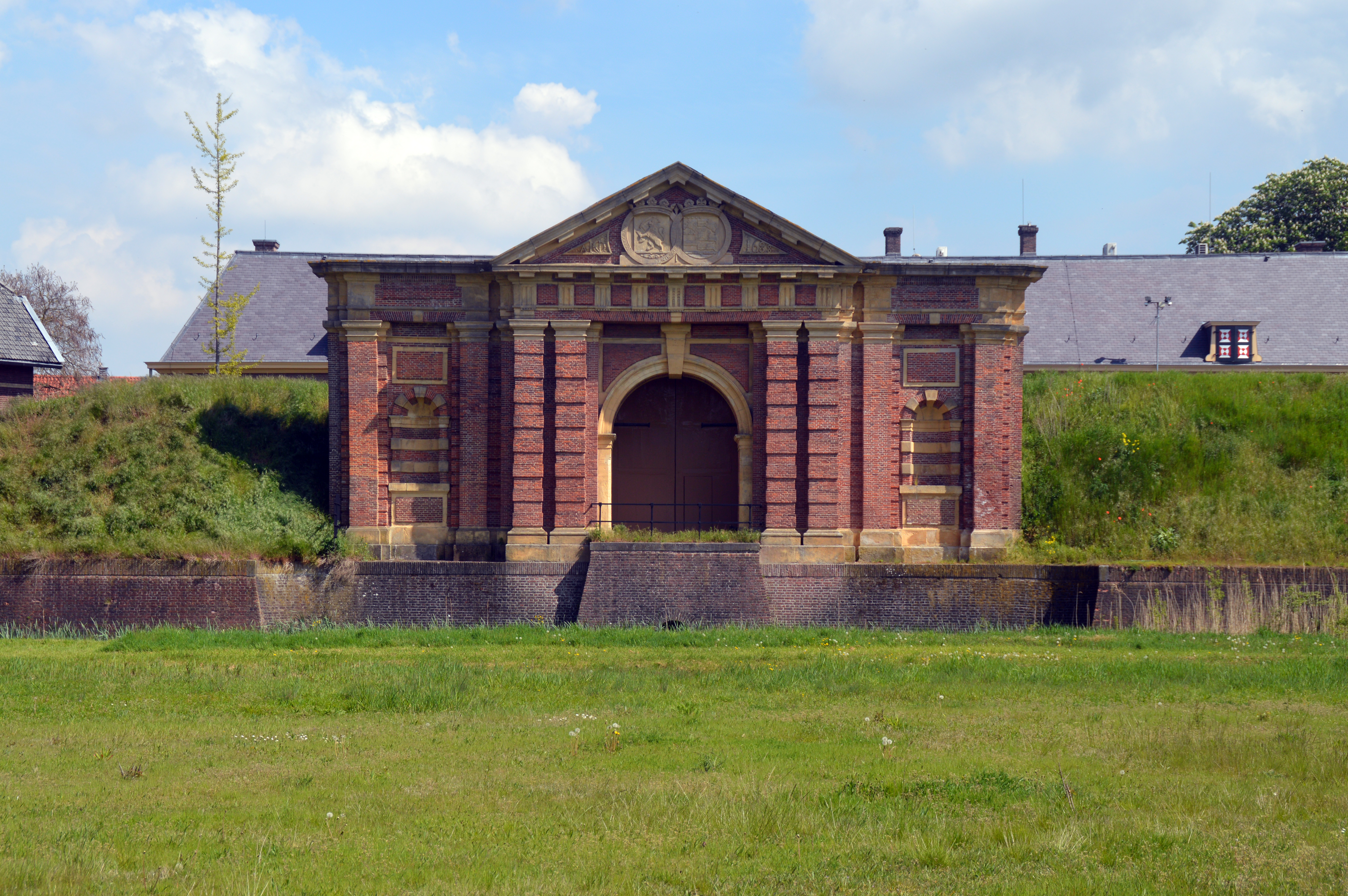
De Hampoort uit 1688

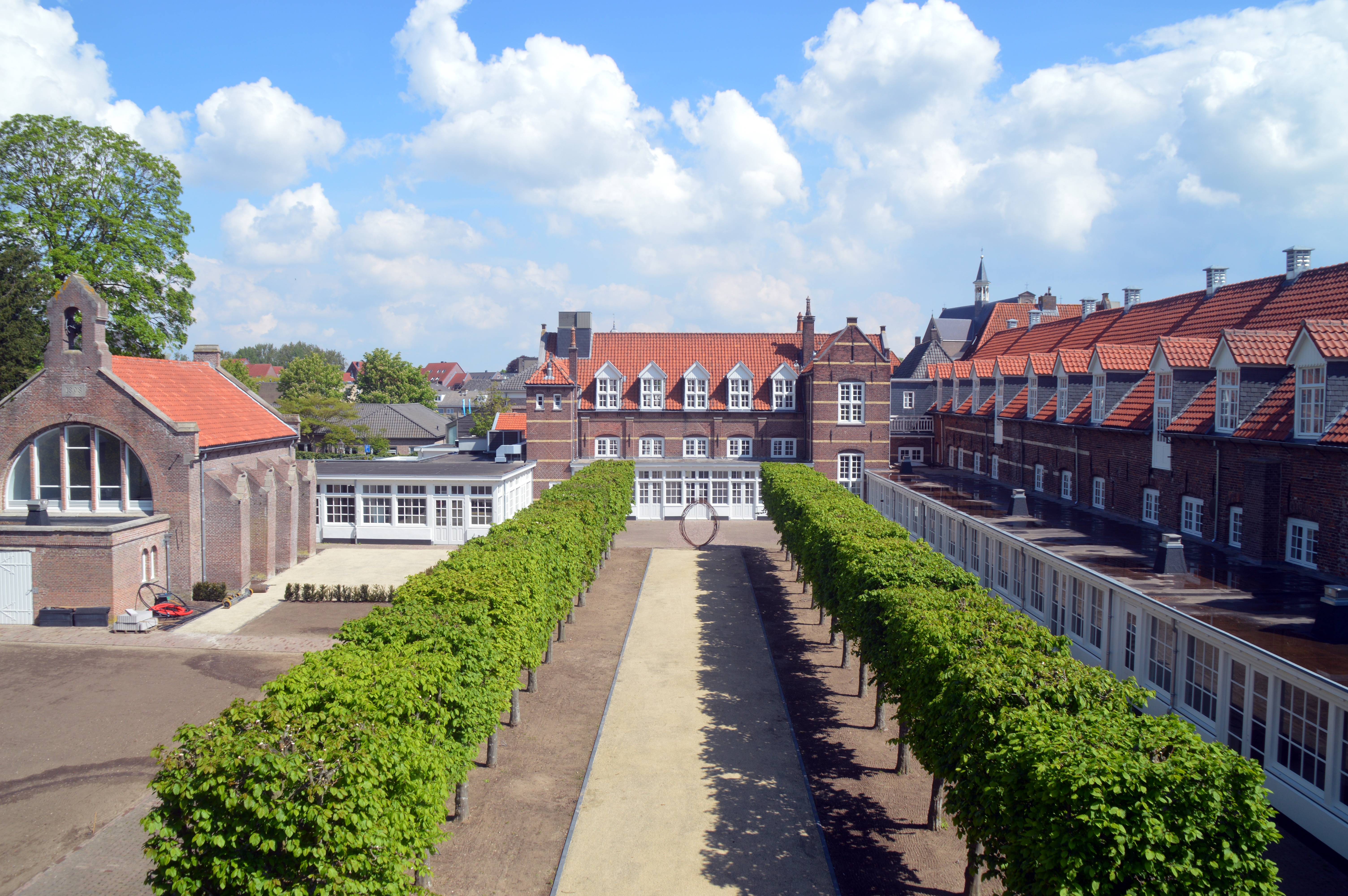
Arsenaalplein met links het Kruithuis/kapel

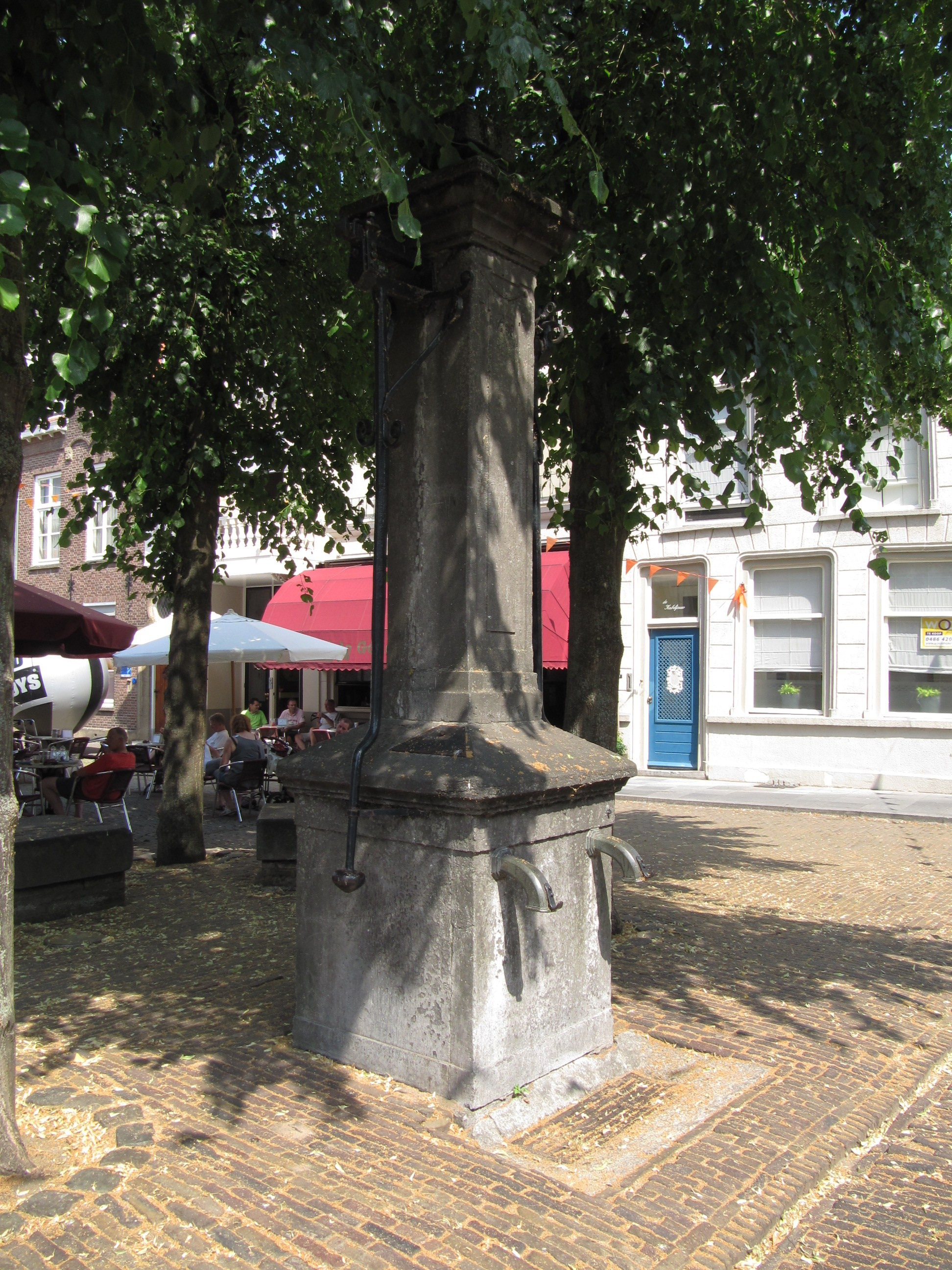
Natuurstenen pomp uit 1798

Grave is een bezienswaardig vestingstadje aan de Maas met tal van historische woonhuizen, enkele kerken, overblijfselen van de militaire activiteiten, de Maaskade enzovoort. Aan het einde van de 13e eeuw gesticht door de Heer van het Land van Cuijk, die er reeds een kasteel had, heeft het stadje een ronde plattegrond en een regelmatig stratenplan. Hoewel de vestingwerken in 1876 gesloopt werden, is de vorm ervan nog enigszins af te lezen aan de loop van een aantal singels, die een deel vormen van de Graafse Raam.
- De Sint-Elisabethkerk is een grote laatgotische kruisbasiliek.
- De Protestantse kerk is een 15e-eeuws kerkgebouw dat vroeger kapel van het Franciscanessenklooster was.
- De Hampoort, overblijfsel van de vestingwerken, uit 1681, met Stadsmuseum Grave.
- De Maaspoort, een herbouwde poort aan de Maaskade.
- Het Arsenaal, overblijfsel van de vestingwerken, uit de 17e eeuw.
- Replica van een strafpaard, voor de Sint-Elisabethkerk.
- De Kanonnen aan de Maaskade zijn van Franse makelij en stammen uit de tijd van de Franse bezetting (1794-1814). Het kanon "l'Intriguant" stamt uit 1778 en "Le Partisan" uit 1787. Beide kanonnen zijn gemaakt door J. Berenger uit Douai. Het zijn de laatst overgeblevene van in totaal 23 kanonnen. De overige zijn omgesmolten tijdens de Eerste Wereldoorlog. De kanonnen werden tot 1930 ter waarschuwing afgeschoten wanneer de Beerse Overlaat in werking trad.
- Kazematten van de Peel-Raamstelling.
- De John S. Thompsonbrug is de verbinding over de Maas naar Gelderland. De brug heeft een rol gespeeld bij Operatie Market Garden. Onder de brug ligt een stuw- en sluizencomplex.
- Gemaal Van Sasse, in de monding van de Graafse Raam, uit 1929, en het eerste elektrische gemaal in de regio.
- Oude stadhuis, aan de Markt, uit 1615, gerestaureerd naar de situatie van 1730, met een Zuiderwaterlinie-bezoekerscentrum.
- Modern Stadhuis, door Erick van Egeraat, uit 2008.
- Sociëteitsgebouw "Tot Nut ende Vermaeck", aan het Kasteeltje, uit 1876. De sociëteit werd in 1788 opgericht.
- Woonhuizen. Brugstraat 2, en Hamstraat 19, 23, 25 en 26 zijn Dordtse gevels, zij het dat de trapgevels zijn vervangen door rechte gevellijsten. Hamstraat 24 en 25, Maasstraat 7, Rogstraat 1, 11-15, 37, 6 en 18; en Sint-Jorisstraat 21 zijn Gelderse gevels.
- Grafmonument voor Joachim le Sage ten Broek.
- Mariakapel 'Hertogin van Brabant' uit 1947.
- Natuurstenen Pomp op de Markt, uit 1798, in Lodewijk XVI-stijl. Hierbij drie zogenaamde visstenen, waarop in vroeger jaren de vis werd schoongemaakt.

## Monumenten
Een deel van Grave is een beschermd stadsgezicht. Zie ook:
- Lijst van rijksmonumenten in Grave (plaats)
- Lijst van gemeentelijke monumenten in Grave (plaats)

Kaart van het oude centrum van Grave.

## Musea
- Het Stadsmuseum Grave bevindt zich in de Hampoort.
- Het Archeologisch Museum bevindt zich in de Maasstraat.

## Blindeninstituut
Het Blindeninstituut voor jongens is in 1859 opgericht onder de naam Henricus. In 1882 werd een blindeninstituut voor meisjes opgericht onder de naam De Wijnberg. Vanaf de jaren vijftig van de 20e eeuw werden beide instellingen gemengd. Zij fuseerden in 1982 tot Theofaan, naar de naam van een frater die van 1945-1962 de leiding had over Henricus. Vanaf 1979 ging men ook ambulante onderwijsbegeleiding geven, waardoor het aantal internaatskinderen afnam. Men ging zich toen meer en meer richten op mensen die, naast blindheid, nog andere handicaps hadden. Na enkele fusies ontstond in 2001 Sensis. In 2010 is Sensis samengegaan met Visio tot een landelijke instelling voor revalidatie & advies voor blinde en slechtziende mensen.
De voorheen in Grave en later in Nijmegen gevestigde blindenbibliotheek ten behoeve van blinden en slechtzienden was genoemd naar Le Sage ten Broek, die overleed te Grave.
Een van de bekendste leerlingen van blindeninstituut Henricus was de musicus Jules de Corte.

## Verenigingen
| Sport     | Faciliteiten                      | Vereniging        |
| --------- | --------------------------------- | ----------------- |
| Tennis    | 8 kunstgrasbanen                  | THOS              |
| Padel     | 2 padelbanen                      | THOS              |
| Biljarten | Café de Coehoorn                  | B.C. de Coehoorn  |
| Biljarten | Café de Coehoorn                  | B.V.O.V. ’89      |
| Biljarten | Biercafé Oud Grave                | B.V. Oud Grave    |
| Biljarten | Verzorgingshuis Catharinahof      | B.V. de Afleggers |
| Biljarten | Verzorgingshuis Catharinahof      | B.V. Maaszicht    |
| Zwemmen   | Binnenzwembad (Laco Sportcentrum) | -                 |
| Zwemmen   | Binnenzwembad (Visio school)      | -                 |

- Basketballvereniging Grave (opgericht in 1979)
- Biljartvereniging De Afleggers (opgericht in 1968)
- Biljartvereniging B.V.O.V. ’89 (opgericht in 1989)
- Biljartvereniging de Deurstoters
- Biljartvereniging de Soos (Sociëteit “tot Nut ende Vermaeck”)
- Biljartvereniging Oud Grave
- Biljartvereniging Maaszicht
- Biljartclub De Coehoorn
- Hengelsportvereniging HSV Flying Fish
- Hockeyclub Grave (opgericht in 1978, vanaf 2021 spelend op Sportpark de Kranenhof te Escharen)
- Schutterij Cloveniers of Schutterye tot Grave (opgericht in 1527)
- Tafeltennisvereniging D.N.W. (De Nieuwe Wijk, opgericht in 1960)
- Tennis- en padelvereniging THOS (opgericht in 1935, padelaanbod vanaf 2023)
- Voetbalvereniging EGS '20 (in 2020 ontstaan uit een fusie tussen SV Estria uit Escharen, GVV '57 uit Grave en SCV '58 uit Velp, accommodatie: Sportpark De Kranenhof in Escharen)
- Volleybalvereniging VC Volt (opgericht in 2016, vanuit een fusie tussen Energo uit Beers, Shock '82 uit Cuijk en Dynamo uit Grave)
- Watersportvereniging De Stuw (opgericht in 1957)

Voormalige verenigingen
- Voetbalvereniging GVV '57 (Graafse Voetbal Vereniging 1957, opgericht in 1957, in 2020 gefuseerd met SCV '58 uit Velp en SV Estria uit Escharen tot EGS '20)
- Volleybalvereniging Dynamo (opgericht in 1965, gefuseerd in 2016 met Shock '82 uit Cuijk en Energo uit Beers tot VC Volt)

## Bekende inwoners
Geboren:
- Maria van Egmont-Gelre (1429/1434-1463), echtgenote van koning Jacobus II van Schotland* Adolf van Egmond (1438-1477), hertog van Gelre
- Filippa van Egmont (1467-1547), hertogin van Lotharingen, tweelingzus van Karel van Gelre
- Karel van Gelre (1467-1538), hertog van Gelre
- Johannes Wier (1515-1588), arts die als een van de eersten tegen heksenvervolgingen publiceerde
- Anna van Egmond (1533-1558), eerste echtgenote van prins Willem van Oranje
- Jan Pieter van Suchtelen (1751-1836), generaal en diplomaat
- Engelbert George van der Plaat (1756-1831), officier der Genie
- Carel Jozeph Grips (1825-1920), kunstschilder
- François Albers (1842-1913), ondernemer
- Felix Walter (1846-1900), politicus
- Alexander Franciscus van Beurden (1857-1934), schrijver
- Johan Stein (1871-1951), jezuïet en astronoom
- Johannes Droste (1886-1963), wiskundige, fysicus, hoogleraar Universiteit Leiden
- Jan Hondong (1893-1968), luchtvaartpionier
- Herman Tillemans (1902-1975), aartsbisschop van Merauke
- Daan Wildschut (1913-1995), kunstenaar
- Jan Ficq (1923-2005), burgemeester

Woonachtig (geweest):
- Lubbert Torck (1551-1586), militair gouverneur
- Jan van Velde tot Melroy en Sart-Bomal (1743-1824), bisschop van Roermond, van 1802-1824 woonachtig te Grave en aldaar begraven
- Joachim le Sage ten Broek (1775-1847), katholiek emancipator, journalist, dichter, apologeet
- Gijsbert Lovendaal (1847-1939), onderwijzer en kinderdichter
- Kees Baijens (1863-1942), architect en broeder van de orde van de kapucijnen
- Adrianus Johannes Maria Kanters (1883-1966), arts
- Hans Posthumus (1947-2016), voetballer
- Addy van den Krommenacker (1950), modeontwerper

## Vorstelijke titel
- Koning Willem-Alexander voert de titel Baron van de stad Grave en het Land van Cuijk. De voormalige Nederlandse koningin Beatrix voerde eveneens de adellijke titel Barones van de stad Grave en het Land van Cuijk. Zie Titels van de Nederlandse koninklijke familie.

## Fotogalerij

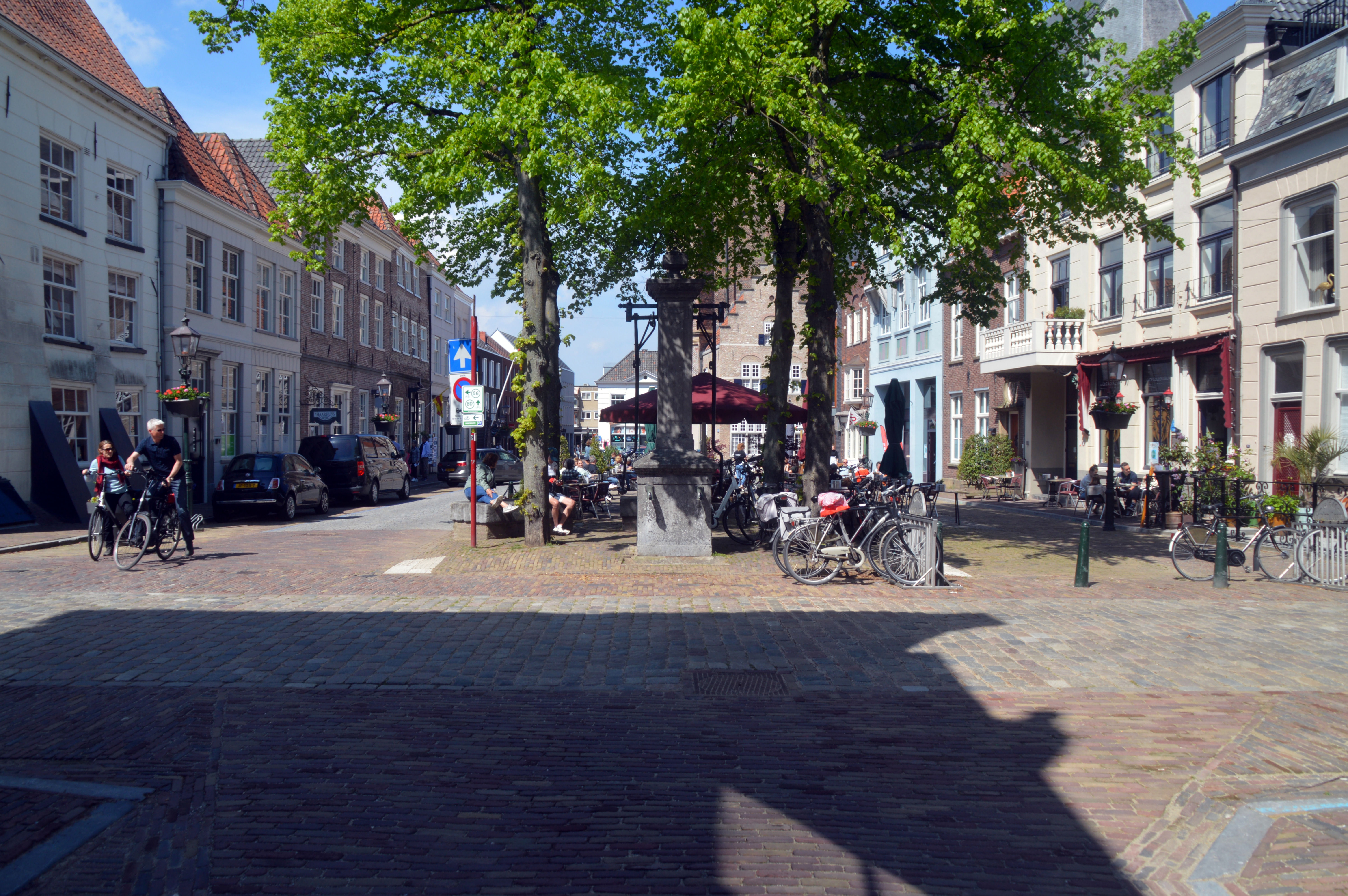
Markt met natuurstenen pomp uit 1798
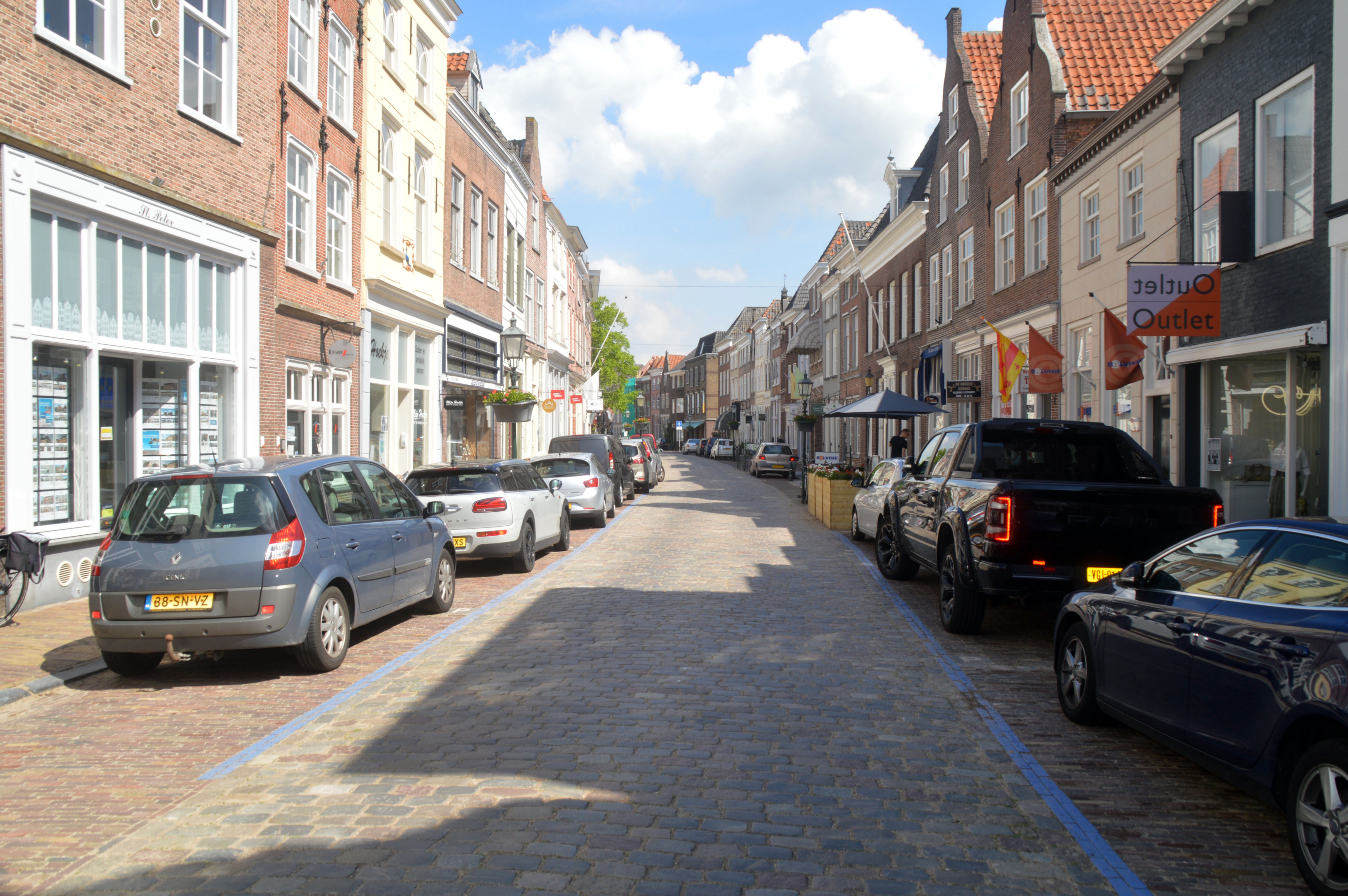
Rogstraat
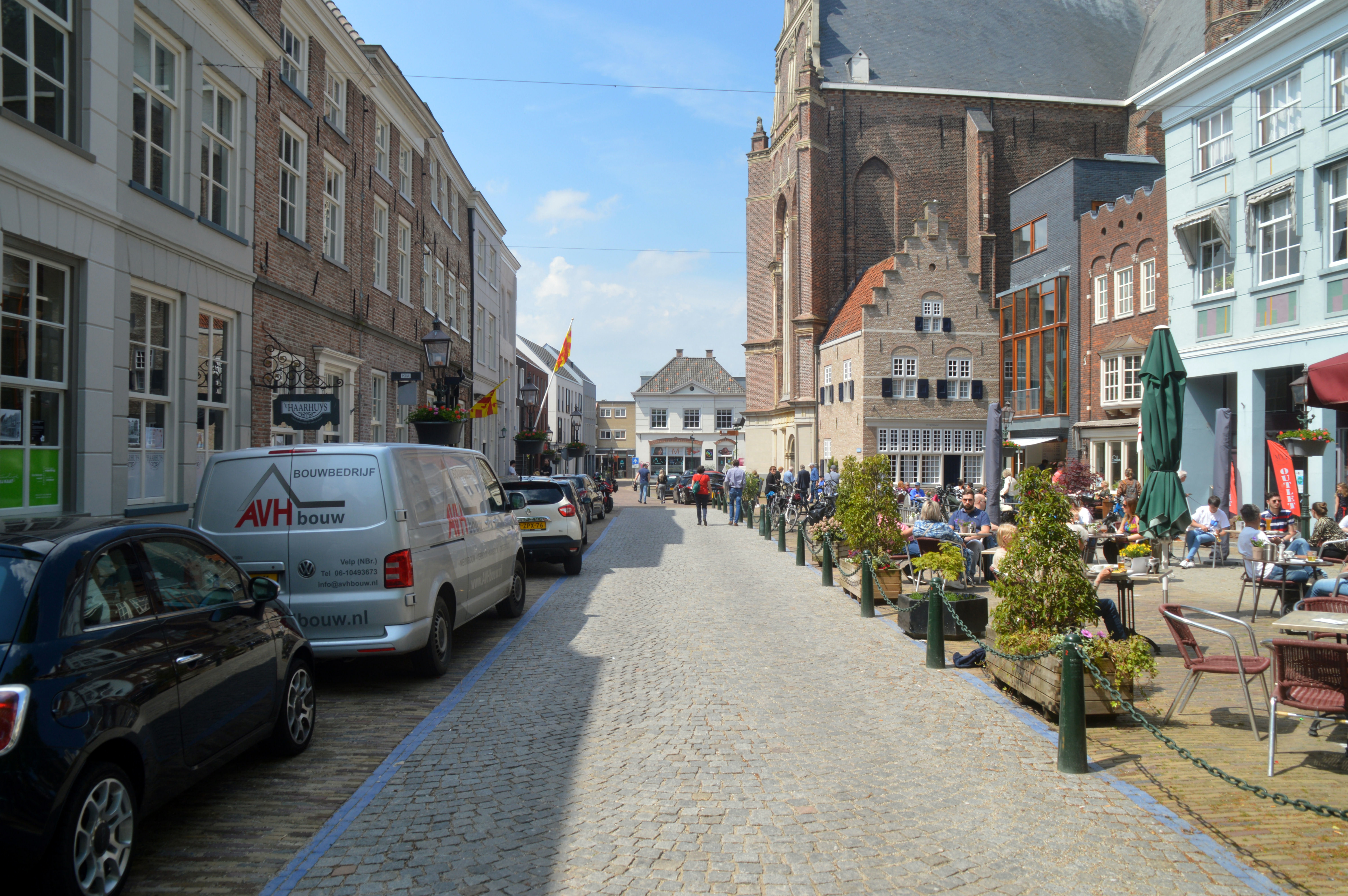
Markt Hoofdwagt en de Sint-Elisabethkerk
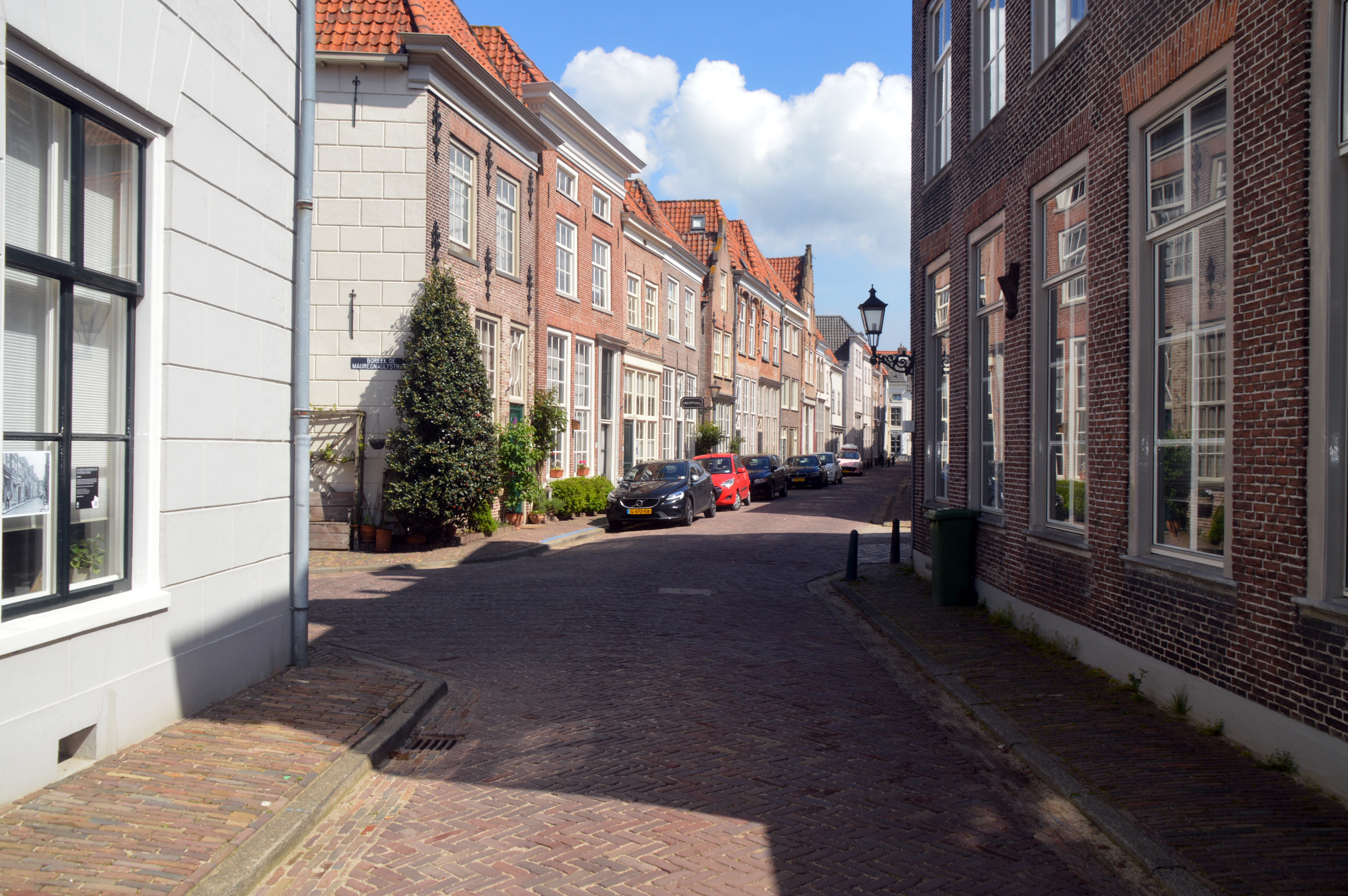
Hamstraat
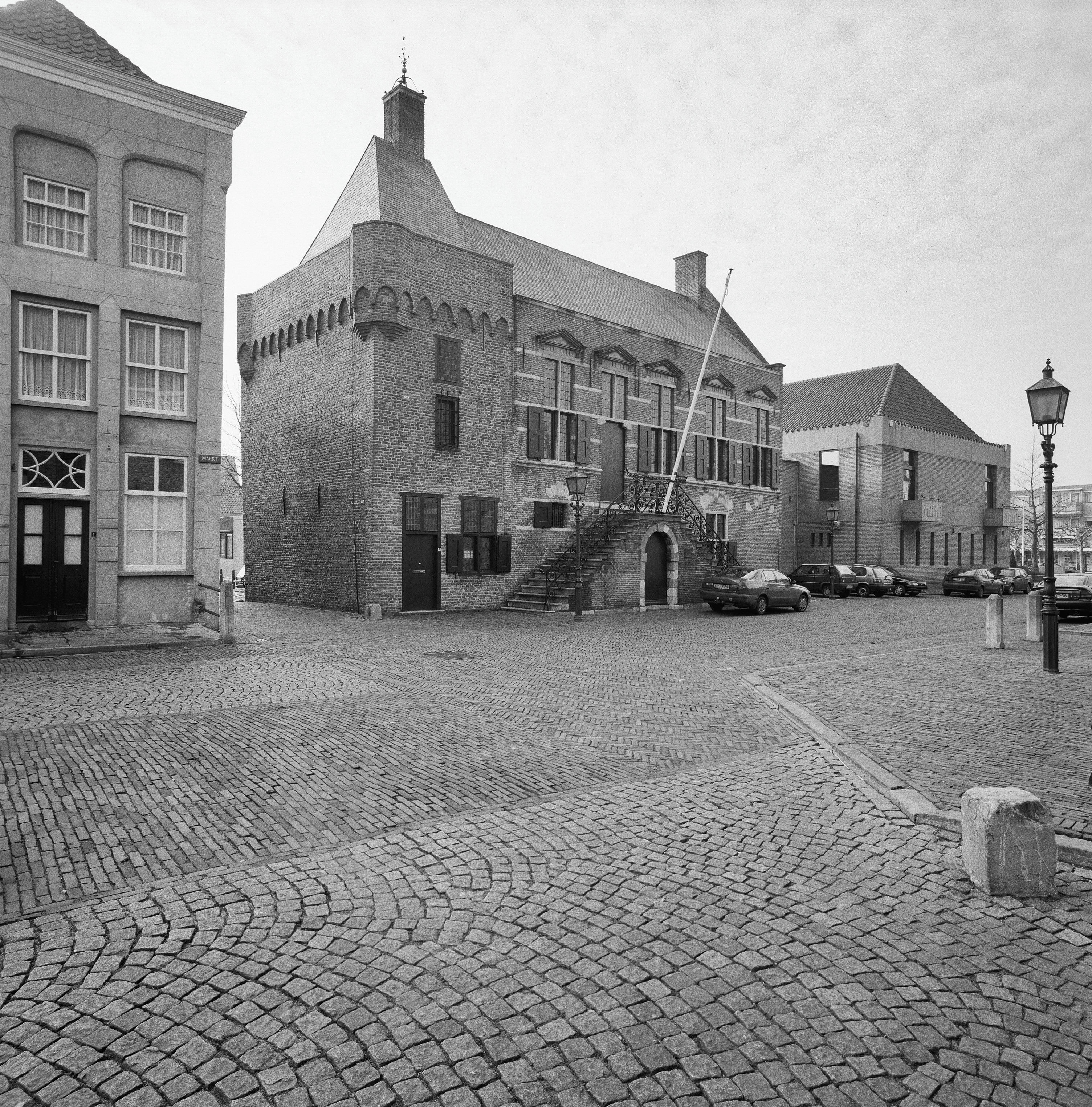
Voormalig stadhuis
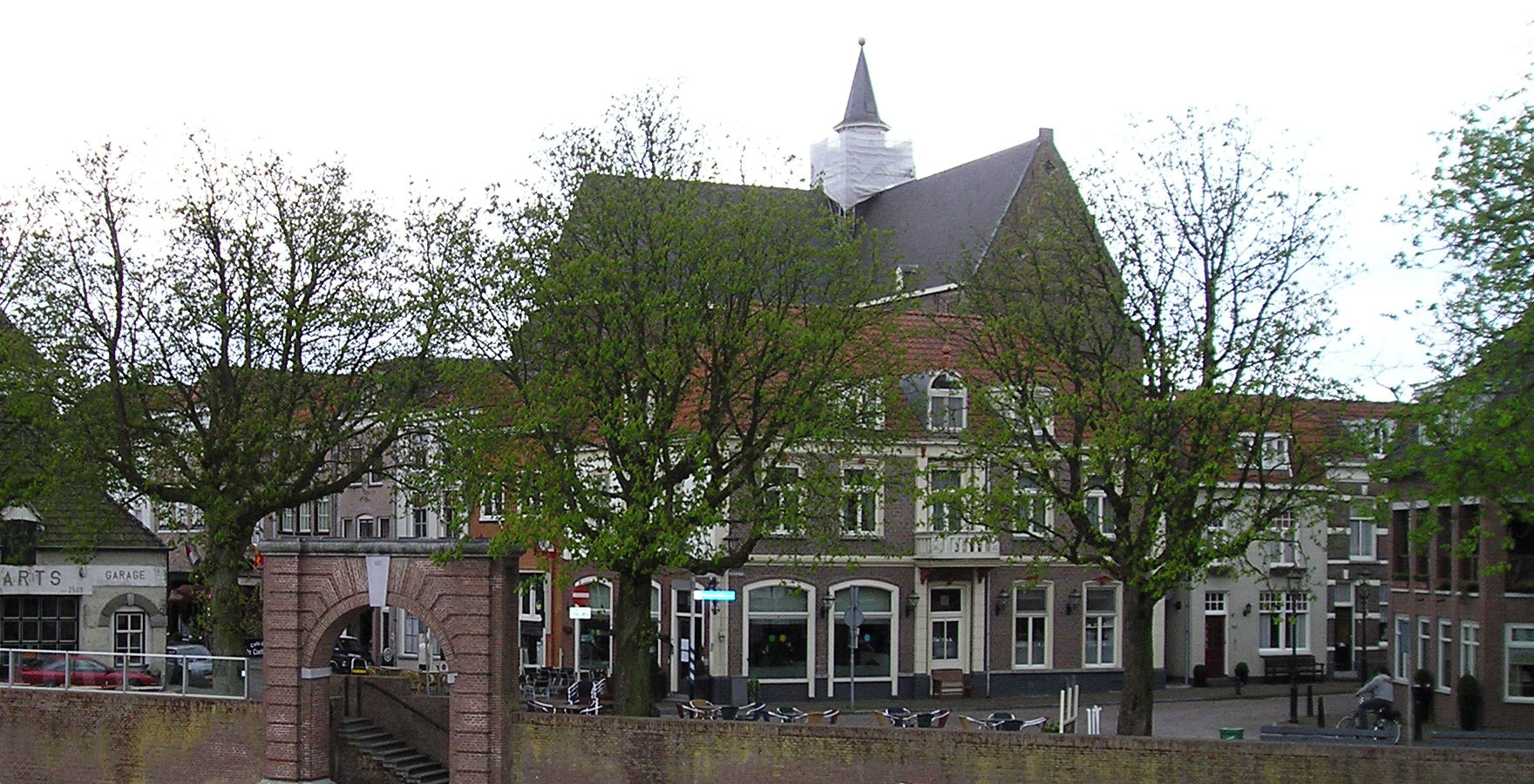
Maaskade
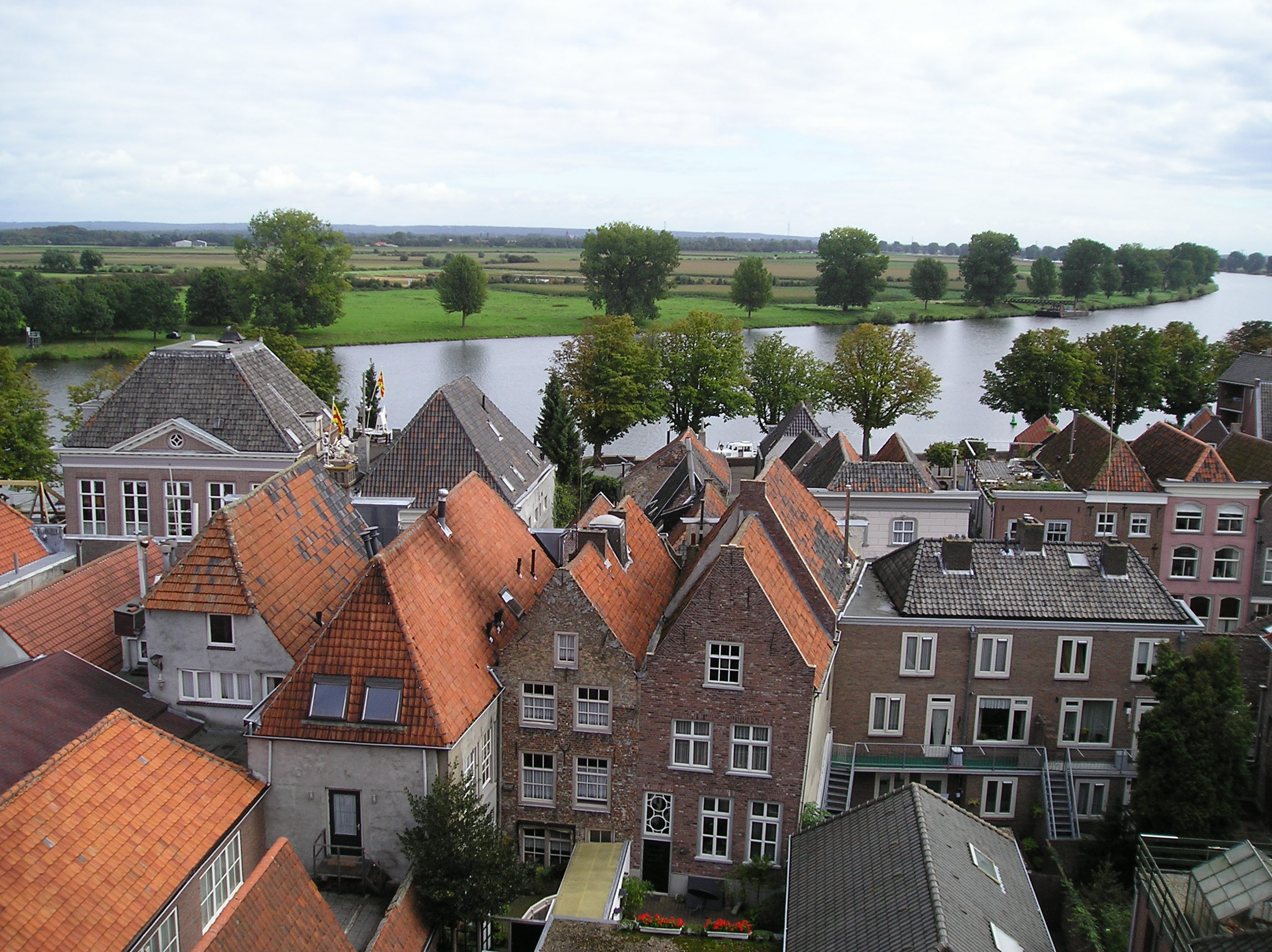
Uitzicht over de Maas
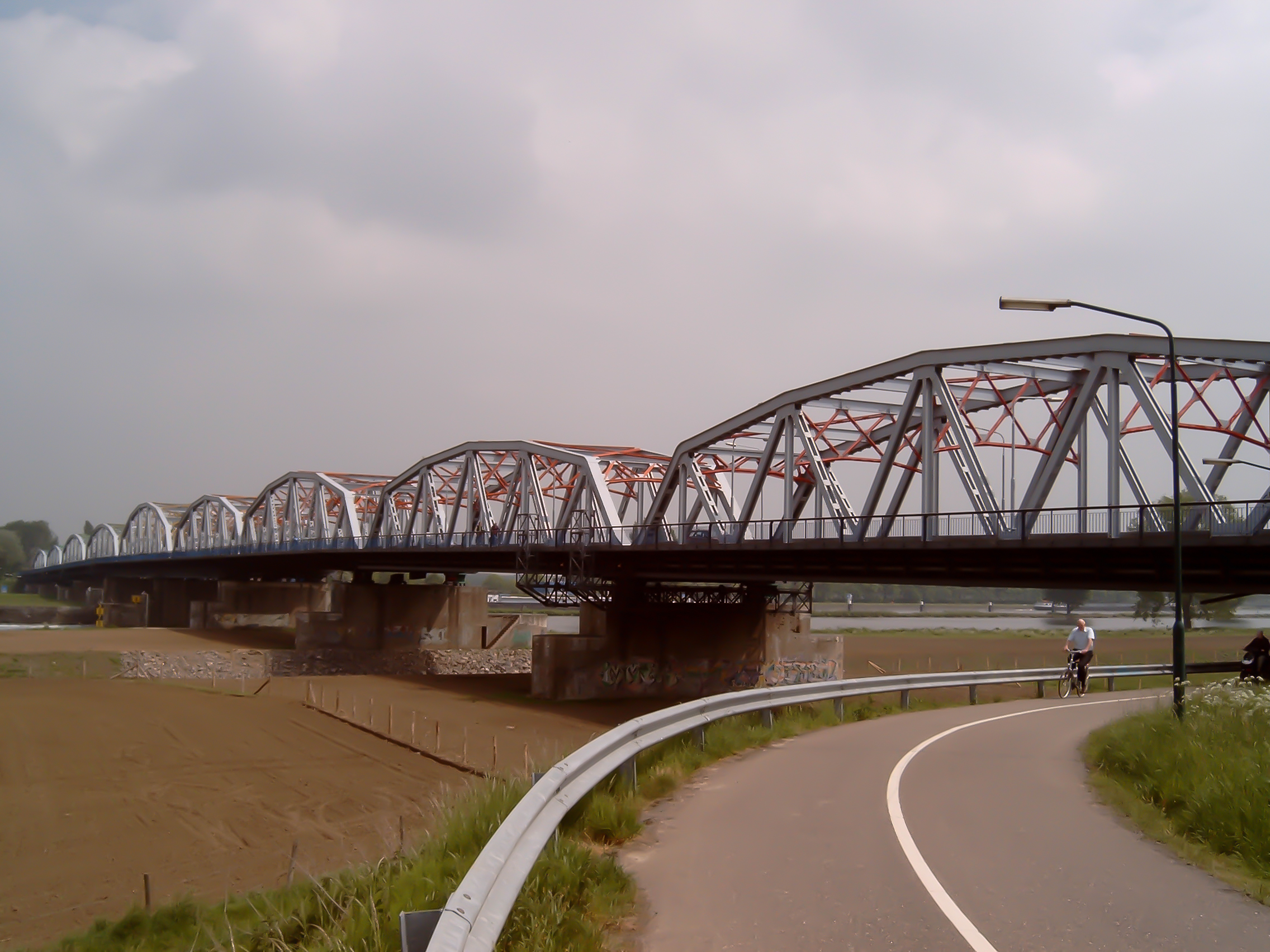
John S. Thompsonbrug
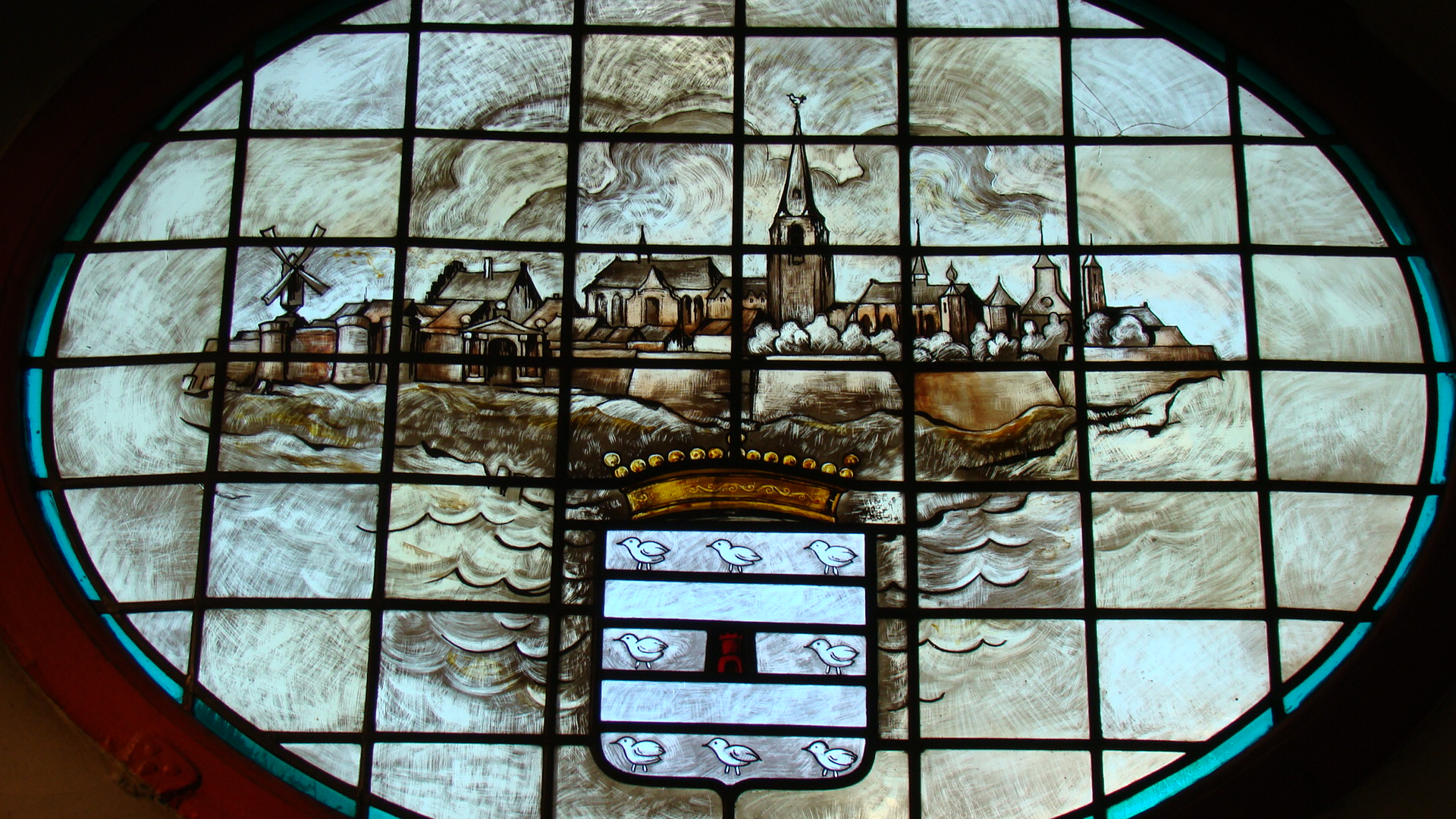
Grave in gebrandschilderd glas

## Nabije kernen
- Escharen, Gassel, Velp, Overlangel, Nederasselt, Cuijk

## Trivia
- Op de vierde dag van de Vierdaagse van Nijmegen lopen de routes van de 40 km voor militairen en de 50 km via de brug over de Maas en langs de haven dwars door Grave heen, op weg naar Gassel en Beers.
- In het eerste weekend van april is het Historisch Spektakel of Spektakeldag.
- Sinds 1999 wordt in de plaats Grave op de eerste zondag van de maand juli in de oude binnenstad het smartlappenfestival gehouden.[5]